# 케이트 월시
케이트 월시(Kate Walsh, 1967년 10월 13일 ~ )는 미국의 배우이다.

## 출연 작품
- 어니스트 씨프 (2020)
- 셀 바이 (2019)
- 3022: 지구 대폭발 (2019)
- 미스터 앤 미스터 대디 (2018)
- #리얼리티하이 (2017)
- 걸즈 트립 (2017)
- 루머의 루머의 루머 시즌1 (2017)
- 백악관을 무너뜨린 사나이 (2017)
- 스태튼 아일랜드 썸머 (2015)
- 언럭키맨 (2015)
- 배드 저지 (2014)
- 저스트 비포 아이 고 (2014)
- 파고 (2014)
- 무서운 영화 5 (2013)
- 프라이빗 프랙티스 시즌6 (2012)
- 월플라워 (2012)
- 프라이빗 프랙티스 시즌5 (2011)
- 엔젤스 크레스트 (2011)
- 리전 (2010)
- 퍼니 오어 다이 프레즌트 (2009)
- 그레이 아나토미 시즌5 (2008)
- 프라이빗 프랙티스 (2007)
- 그레이 아나토미 시즌3 (2006)
- 그레이 아나토미 시즌2 (2005)
- 더 레이트 레이트 쇼 위드 크레이그 퍼거슨 (2005)
- 차고 지르기 (2005)
- 그녀는 요술쟁이 (2005)
- 그레이 아나토미 시즌1 (2005)
- 애프터 썬셋 (2004)
- 지미 키멜 라이브! (2003)
- 투스카니의 태양 (2003)
- 결혼한 남자의 마음 (2001)
- 패밀리 맨 (2000)
- 헨리 - 연쇄살인범의 초상 2 (1998)
- 헤븐 (1998)
- 노멀 라이프 (1996)
- 더 드류 캐리 쇼 (1995)